# Mistrzostwa Norwegii w Skokach Narciarskich 2025
Mistrzostwa Norwegii w Skokach Narciarskich 2025 – zawody mające na celu wyłonić mistrza Norwegii, które rozegrano 12 stycznia 2025 w Trondheim.
Konkurs kobiet wygrała Eirin Maria Kvandal. Jej przewaga nad drugą Theą Minyan Bjørseth wyniosła trzynaście punktów. Na najniższym stopniu podium stanęła Ingvild Synnøve Midtskogen straciwszy do miejsca wyżej ponad 60 pkt. W konkursie wystartowało osiem zawodniczek.
Rywalizację mężczyzn zwyciężył Johann André Forfang pokonująco 1,6 pkt drugiego Kristoffera Eriksena Sundala. Trzecie miejsce w konkursie zajął Halvor Egner Granerud. Do konkursu przystąpiło łącznie czterdziestu sześciu zawodników.

## Wyniki

### Mężczyźni – 12 stycznia 2025 – HS138
| Miejsce | Zawodnik | Klub | I seria | II seria | Punkty |
| ------- | -------- | ---- | ------- | -------- | ------ |

### Kobiety – 12 stycznia 2025 – HS138
| Miejsce | Zawodniczka                | Klub                  | I seria | II seria | Punkty |
| ------- | -------------------------- | --------------------- | ------- | -------- | ------ |
| 1.      | Eirin Maria Kvandal        | Mosjøen IL            | 134,5 m | 135,0 m  | 328,3  |
| 2.      | Thea Minyan Bjørseth       | Lensbygda Sportsklubb | 128,5 m | 129,5 m  | 315,3  |
| 3.      | Ingvild Synnøve Midtskogen | Idrettslaget Try      | 125,0 m | 124,5 m  | 252,0  |
| 4.      | Silje Opseth               | IL Holeværingen       | 115,0 m | 122,0 m  | 233,4  |
| 5.      | Heidi Dyhre Traaserud      | Heddal Idrettslag     | 120,5 m | 115,0 m  | 225,9  |
| 6.      | Kjersti Græsli             | Tydal IL              | 114,5 m | 117,0 m  | 184,3  |
| 7.      | Nora Midtsundstad          | Vaaler IF             | 108,5 m | 115,0 m  | 162,2  |
| 8.      | Mathilde Årva Selbekk      | Fossum IF             | 85,5 m  | 81,0 m   | 54,4   |